# Neven Elezović
Neven Elezović (Zadar, 10. veljače 1955.), hrvatski je matematičar i autor.

## Životopis
Rodio se 10. veljače 1955. godine u Zadru. Osnovnu je školu pohađao u Zadru, gimnaziju u Splitu, a magistrirao je primijenjenu matematiku na PMF-u u Zagrebu 1981. gdje je i doktorirao 1985. godine. Nakon diplomiranja kratko je radio u Matematičkoj gimnaziji u Zagrebu, a potom se zaposlio u Zavodu za primijenjenu matematiku FER-a u zvanju asistenta, gdje je i radio do svoga umirovljenja 2021. godine.

## Znanstveni i stručni rad
U svojemu bogatom stručnom radu, objavio je niz znanstvenih radova, većinom u priznatim svjetskim časopisima. Autor je nekoliko udžbenika i zbirki zadataka visokoškolske matematike, četiri gimnazijska udžbenika te više knjiga srednjoškolske matematike. 
Održao je desetak predavanja na znanstvenim i stručnim skupovima. 
Član je Hrvatskog matematičkog društva i Državnog povjerenstva za natjecanja iz matematike.

## Bridž
Elezović je igrač bridža, o kojem je napisao knjigu Naučite bridž za deset dana (i deset noći) te je tako bridž jedno vrijeme bio izborni jednosemestralni kolegij na FER-u, no ukinut je jer je, po riječima samog Elezovića, studentima bio pretežak.

## Nastupi na televiziji
Elezović je kao mladi student sudjelovao u kvizu Brojke i slova u ulozi jednog od voditelja. 
Pred mirovinu, nekoliko puta se pojavio na televiziji gdje treba izdvojiti nastup u emisiji Dogmatica na Z1 televiziji 2018. i Projektu Velebit 2021. godine.